# Remacle de Stavelot
Pour les articles homonymes, voir Remacle.
Saint Remacle, né vers 600 et mort aux environs de 672, est un saint catholique, fondateur de l'abbaye de Stavelot en 651, et premier abbé de l'abbaye de Solignac. La liturgie le commémore le 3 septembre.

## Biographie
Il était moine au monastère de Luxeuil et c'est à la demande de saint Éloi qu'il serait devenu le premier abbé de l'abbaye de Solignac.

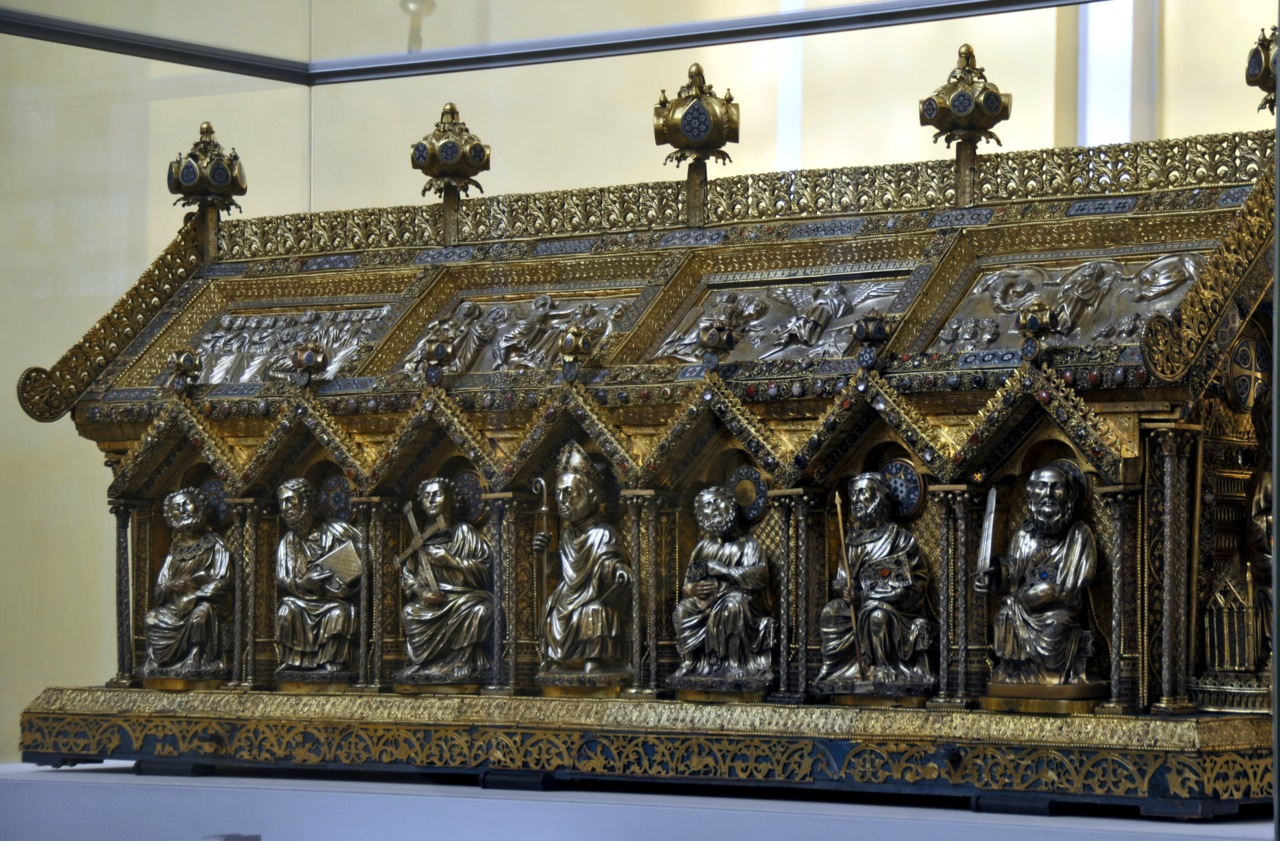
Châsse de saint Remacle, église de Stavelot.

On a parfois supposé qu'il a succédé à saint Amand comme évêque de Tongres-Maastricht ; il semble plutôt que le titre d'évêque porté par Remacle renvoie à la fonction d'abbé-évêque, relativement fréquente à l'époque dans cette région. Il serait originaire d'Aquitaine. Il est mort entre 671 et 673 à l'abbaye de Stavelot qu'il avait fondée en 651. 
Ses restes sont transférés dans une châsse achevée entre 1263 et 1268. Elle se trouve aujourd’hui à l’église Saint-Sébastien de Stavelot.

## Popularité et patronage
Très populaire dans la région septentrionale de l'Ardenne (les églises de Logny-Bogny et de Beffu-et-le-Morthomme lui sont dédiées, celle de Germigny-Pend-la-Pie lui était consacrée), Remacle est le saint patron de la ville de Spa (Belgique) dont l'église collégiale porte le nom après celui de Notre-Dame.

## Légendes associées
De nombreuses légendes associées à Remacle se sont développées en Haute Ardenne. Elles témoignent de l'importance de l'abbaye pour la population.